# ブドウ品種学

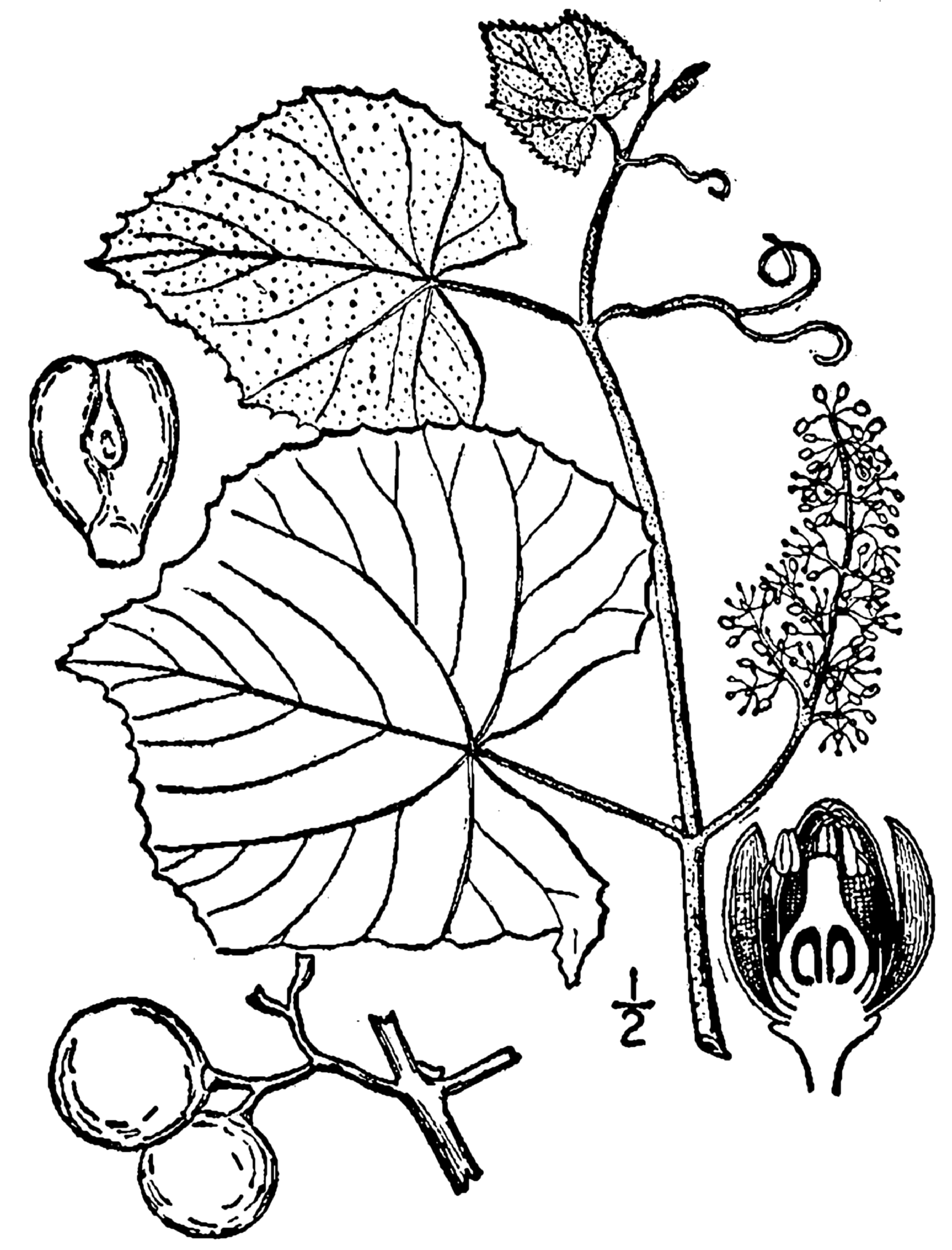
ラブルスカ種のブドウ

ブドウ品種学（アンペログラフィー、Ampelography）はブドウ（"Vitis"属）の同定と分類に関係する植物学の分野である。伝統的に同定と分類はブドウの葉とブドウの果実の形や色を比較することによって行われてきた。より最近では、DNA型鑑定によってブドウの研究は革命的発展を遂げている。

## 黎明期の歴史
ブドウは非常に多様な種があり、ピノなどのいくつかのブドウ品種は、特に頻繁に突然変異する。同時に、ワインと生食用ブドウの製造業は古くから重要であり、多額な金が異なる品種やブドウのクローンを正確に特定することにかけられてきた。
アンペルグラフの科学は、19世紀から本格的に始まった。ブドウの種類によってフィロキセラなどの病気や害虫に対する感受性が非常に異なるため、さまざまな種類のブドウについてもっと理解することが重要になった。
現在では多くのブドウの識別に関する図書が出版されている。そのうちの1つは1857年にVictor Renduによって出版されたAmpélographie française (フランスのアンペルグラフィー)で、Eugene Grobonによる手描きのリトグラフが特徴的である。

## ピエール・ガレ
第二次世界大戦前までは、アンペログラフィーは芸術であった。やがて、モンペリエ国立農業大学のピエール・ガレは、ブドウの識別のための基準の体系的な組み立てを行った。ガレのシステムは、葉の形や輪郭、芽の成長の特徴、芽の先端、葉柄、花の性別、葡萄の群れの形、葡萄の色、大きさ、種に基づいていた。 ぶどうの房は、葉や芽よりも環境要因の影響を受けにくいが、長い間、実の状態で存在は出来ないことは明らかである。彼は基準の中にぶどうの風味も含んでいたが、これはむしろ主観的であり適切とはいえない。
その後、ガレは1952年に9,600種類のブドウが納められたAmpélographie pratique (実践的アンペルグラフ)を出版した。 1979年にはLucie MortonによってAmpélographie pratique (アンペルグラフ演習)が英語に翻訳、出版され、2000年に更新された。

## 「図解:歴史的・世界的アンペログラフィー」の出版
2012年、イタリアの出版社 "L'Artistica Editrice (芸術出版)"は、1800年から1900年にかけてフランスとイタリアで編集された最も重要な図書 (3巻セット)である「Illustrated Historical Universal Ampelography (図解:歴史的・世界的アンペログラフィー)」を出版した (Pierre VialaとVictor Vermorelのアンペルグラフィー、Giorgio Gallesio氏によるPomona Italianaのブドウの章、イタリア農業省のAmpelografia Italiana)。この本は、世界中のブドウの551色のカラープレートを英語とイタリア語で収録し、各ブドウ品種の形態学的および農業的な特徴、ならびにそれらの別名と歴史的好奇心を記述している。

## DNA
カリフォルニア大学デイビス校のキャロル・メレディス (Carole Meredith)は、ブドウの同定のためにDNA型鑑定を開発した。この技術の顕著な成功例は、ジンファンデル、プリミティーヴォ、ツーリエンナーク・カーステラーンスキーの同一性を証明し、サンジョヴェーゼの両親をチリエジオーロとカラブレーゼ・モンテヌオーヴォと特定したことである。 こうした活動は、貿易や移住の歴史的パターンに貴重な洞察を与えている。
DNA型鑑定は、ブドウの外観または味に影響を与えないDNAセグメントを使用する。 より最近の研究により、ブドウの色を制御するVvMYBA1とVvMYBA2遺伝子や、ピノ・ノワールとの比較したピノ・ムニエのいくつかの細胞の変異したVvGAI1遺伝子など、ブドウ品種間の差異に関与する遺伝子が同定されている